# Osiedle Jana Pawła II (Zduńska Wola)
Osiedle Jana Pawła II leży w południowej części Zduńskiej Woli, pomiędzy ulicami Paprocką, Główną, Dolną i Boczną. Nowo powstające osiedle sąsiaduje (przez ulicę Paprocką) z osiedlem Południe. W pobliżu znajduje się zbiornik retencyjny Kępina, a także Las Paprocki.

## Historia
Teren nowo powstającego osiedla o powierzchni ponad 25 ha, na którym w roku 2006 został ustanowiony miejscowy plan zagospodarowania przestrzennego miasta Zduńska Wola dla terenu położonego w rejonie ulic: Paprockiej, Głównej i Bocznej zatwierdzony uchwałą opublikowaną w Dz. Urz. Woj. Łódzkiego Nr 100 poz. 799 z 28.03.2006 roku.

## Charakterystyka
Osiedle znajduje się w pobliżu południowej granicy miasta. Całość obszaru przeznaczono pod zabudowę jednorodzinną.